# Nick Vujicic
Nick Vujicic je Avstralec srbskega rodu, rojen z motnjo, za katero je značilna odsotnost vseh štirih udov. Po poklicu je javni govorec, ki potuje po vsem svetu in s svojimi govori navdihuje ljudi. Največkrat govori o smislu in namenu življenja. 

## Življenje in delo
Bil je prvi otrok svojih staršev. Ko je šla njegova mama med nosečnostjo na ultrazvočne preglede, zdravniki niso odkrili ničesar nenavadnega. Ko je po rojstvu izvedela za njegovo stanje, ni mogla sprejeti, da je to res, in ga dolgo časa ni hotela vzeti v naročje. Ko je bil star le nekaj mesecev, so se vsi okoli njega zaskrbljeno spraševali, kakšno življenje bo imel, ko bo odrasel.
Leta 1990 je začel hoditi v osnovno šolo. Bil je eden prvih invalidov, vključenih v normalni učni program. V šoli se ni počutil dobro, saj ga je večina vrstnikov spraševala, zakaj nima rok, zato je bil zelo žalosten. Kot deček je veliko noči molil za roke in noge. 
Ko je imel 10 let, je poskušal narediti samomor, in sicer tako, da bi se utopil v kadi. Potopil je obraz pod vodo in začel odštevati. Ko je štel, se mu je pred očmi prikazala slika družine, kako jočejo. Ni mogel zapustiti svoje družine. Kasneje si je povrnil upanje in začel živeti drugače. Velikokrat je skrbno razmišljal o svoji prihodnosti, ampak je vsakič upal, da ima njegovo življenje smisel. To mu je dajalo moč. Starši so mu naročili umetne roke, da bi mu olajšali življenje, vendar jih ni potreboval. Osredotočil se je na svojo majhno levo nogico in z njo delal veliko stvari. Naučil se je upravljati svoj invalidski voziček, brcal je žogo in sam vstajal iz postelje.
Ko je dopolnil 20 let, je diplomiral iz računovodstva in finančnega načrtovanja na univerzi Griffith. Ker je bil že odličen plavalec, ga ni bilo strah sprejeti izziv, da bo poskušal deskati na vodi. Z veliko truda in po številnih poskusih mu je končno uspelo, da se je naučil deskati. Naučil se je še sam vzeti kozarec vode, sam se je lahko počesal in si umil zobe. Uporablja računalnik in mobilni telefon. Premagal je svoje telesne omejitve in zdaj živi samostojno, bogato, izpopolnjeno življenje brez omejitev. Danes je srečno poročen in z ženo ter sinom živi v Kaliforniji. 

## Mediji
Nick je vodja dobrodelne organizacije Življenje brez okončin (Life Without Limbs), ki pomaga invalidom. Poleg knjige Življenje brez omejitev je izdal še DVD z naslovom No Arms, No Legs, No Worries. Igral je glavno vlogo v filmu The Butterfly Circus.

## Govori
Govoril je velikemu številu ljudi v cerkvah in šolah in je svoj namen videl v tem, da pomaga drugim. Potuje po svetu in s svojimi govori, v katerih govori o smislu in namenu življenja, navdihuje ljudi. Govoril je v več kot 54 državah po svetu, poslušalo pa ga je več milijonov ljudi. Slovenijo je obiskal in v njej govoril dvakrat.